# Тетюші (Атяшевський район)
Тетюші́ (рос. Тетюши, ерз. Тетюши) — село у складі Атяшевського району Мордовії, Росія. Входить до складу Великоманадиського сільського поселення.

## Населення
Населення — 272 особи (2010; 255 у 2002).
Національний склад (станом на 2002 рік):
- росіяни — 86 %